# Карлссон, Виктор
Карл Виктор Карлссон (швед. Karl Victor Karlsson; род. 18 мая 2001) — шведский футболист, полузащитник клуба «Варберг».

## Клубная карьера
Воспитанник футбольного клуба «Унсала». В 2018 году начал выступать за основную команду в третьем дивизионе Швеции. В первом сезоне принял участие в 13 встречах, в которых забил один мяч. Также сыграл в одном матче кубка Швеции. 3 июля 2018 года в игре первого раунда против «Ассириски БК» Карлссон вышел в стартовом составе и в середине второго тайма был заменён.
11 января 2021 года перешёл в «Варберг», представляющий высший шведский дивизион, подписав с клубом контракт на три года. Дебютировал в Аллсвенскане 11 апреля в матче первого тура нового чемпионата. На 71-й минуте встречи с «Мьельбю» Карлссон появился на поле, заменив Альбина Мёрфельта.

## Карьера в сборной
В 2017 году выступал за юношескую сборную Швеции на товарищеском турнире четырёх стран. Дебютировал за сборную 25 апреля в игре со сборной Бельгии.

## Клубная статистика
| Выступление      | Выступление      | Выступление      | Лига | Лига | Кубки | Кубки | Конт. кубки | Конт. кубки | Итого | Итого |
| Клуб             | Лига             | Сезон            | Игры | Голы | Игры  | Голы  | Игры        | Голы        | Игры  | Голы  |
| ---------------- | ---------------- | ---------------- | ---- | ---- | ----- | ----- | ----------- | ----------- | ----- | ----- |
| Унсала           | Дивизион 3       | 2018             | 13   | 1    | 1     | 0     | 0           | 0           | 14    | 1     |
| Унсала           | Дивизион 2       | 2019             | 16   | 3    | 0     | 0     | 0           | 0           | 16    | 3     |
| Унсала           | Дивизион 2       | 2020             | 13   | 3    | 1     | 1     | 0           | 0           | 14    | 4     |
| Унсала           | Итого            | Итого            | 42   | 7    | 2     | 1     | 0           | 0           | 44    | 8     |
| Варберг          | Аллсвенскан      | 2021             | 4    | 0    | 0     | 0     | 0           | 0           | 4     | 0     |
| Варберг          | Итого            | Итого            | 4    | 0    | 0     | 0     | 0           | 0           | 4     | 0     |
| Всего за карьеру | Всего за карьеру | Всего за карьеру | 46   | 7    | 2     | 1     | 0           | 0           | 48    | 8     |